# Böhmit
Böhmit ist ein häufig vorkommendes Mineral aus der Mineralklasse der „Oxide und Hydroxide“ mit der chemischen Zusammensetzung AlO(OH) bzw. γ-AlOOH und ist damit chemisch gesehen ein Aluminium-Oxid-Hydroxid.
Böhmit kristallisiert im orthorhombischen Kristallsystem, entwickelt aber nur selten tafelige bis kurzprismatische Kristalle bis etwa zwei Millimeter Größe. Meist findet er sich in Form körniger bis massiger Aggregate. In reiner Form ist Böhmit farblos und durchsichtig. Durch vielfache Lichtbrechung aufgrund der in Aggregatform polykristallinen Ausbildung kann er aber auch durchscheinend weiß sein und durch Fremdbeimengungen eine hellgelbe, gelbgrüne oder rotbraune Farbe annehmen. Seine Strichfarbe ist dagegen immer weiß.

## Etymologie und Geschichte
Unklar ist, ob Böhmit nach dem deutschen Geologen und Paläontologen Johannes Böhm (1857–1938) oder nach dem deutsch-böhmischen Chemiker und korrespondierenden Mitglied der Tschechoslowakischen Akademie der Wissenschaften Johann (Hans, Jan) Böhm (1895–1952) benannt wurde.
Erstmals gefunden und beschrieben wurde es 1925 von dem Chemiker Johann Böhm (1895–1952) bzw. dem Geologen J. de Lapparent 1927, der es Böhmit nannte.

## Klassifikation
In der veralteten 8. Auflage der Mineralsystematik nach Strunz gehörte der Böhmit zur Mineralklasse der „Oxide und Hydroxide“ und dort zur Abteilung „Hydroxide“, wo er gemeinsam mit Lepidokrokit in der „Böhmit-Reihe“ mit der Systemnummer IV/F.04c steht.
In der zuletzt 2018 überarbeiteten Lapis-Systematik nach Stefan Weiß, die formal auf der alten Systematik von Karl Hugo Strunz in der 8. Auflage basiert, erhielt das Mineral die System- und Mineralnummer IV/F.06-020. Dies entspricht der Klasse der „Oxide und Hydroxide“ und dort der Abteilung „Hydroxide und oxidische Hydrate (wasserhaltige Oxide mit Schichtstruktur)“, wo Böhmit zusammen mit Akaganeit, Diaspor, Feitknechtit, Feroxyhyt, Goethit, Groutit, Lepidokrokit, Manganit, Schwertmannit und Tsumgallit eine unbenannte Gruppe mit der Systemnummer IV/F.06 bildet.
Die von der International Mineralogical Association (IMA) zuletzt 2009 aktualisierte 9. Auflage der Strunz’schen Mineralsystematik ordnet den Böhmit in die Klasse der „Oxide (Hydroxide, V[5,6]-Vanadate, Arsenite, Antimonite, Bismutite, Sulfite, Selenite, Tellurite, Iodate)“ und dort in die Abteilung „Hydroxide (ohne V oder U)“ ein. Hier ist das Mineral in der Unterabteilung „Hydroxide mit OH, ohne H2O; Lagen kantenverknüpfter Oktaeder“ zu finden, wo es zusammen mit Lepidokrokit die „Böhmitgruppe“ mit der Systemnummer 4.FE.15 bildet.
In der vorwiegend im englischen Sprachraum gebräuchlichen Systematik der Minerale nach Dana hat Böhmit die System- und Mineralnummer 06.01.02.01. Das entspricht der Klasse der „Oxide und Hydroxide“ und dort der Abteilung „Hydroxide und hydroxyhaltige Oxide“. Hier findet er sich innerhalb der Unterabteilung „Hydroxide und hydroxyhaltige Oxide mit der Formel: X3+OOH“ in der „Böhmitgruppe“, in der auch Lepidokrokit und Guyanait eingeordnet sind.

## Kristallstruktur
Böhmit kristallisiert orthorhombisch in der Raumgruppe Amam (Raumgruppen-Nr. 63, Stellung 4) (auch A21am (Nr. 36, Stellung 4)) mit den Gitterparametern a = 3,693(1) Å, b = 12,221(2) Å und c = 2,865(1) Å sowie vier Formeleinheiten pro Elementarzelle.

## Modifikationen und Varietäten
Böhmit ist eine Modifikation von Aluminiumhydroxid und eng verwandt mit Diaspor (α-AlO(OH)).

## Bildung und Fundorte
Böhmit ist zusammen mit Diaspor, Gibbsit, sowie den Eisenmineralen Hämatit und Goethit ein Bestandteil von Bauxit.
Als eher seltene Mineralbildung kann Böhmit an verschiedenen Fundorten zum Teil zwar reichlich vorhanden sein, insgesamt ist er aber wenig verbreitet, wobei weltweit bisher (Stand 2017) knapp 190 Fundorte bekannt sind. In Deutschland konnte das Mineral bisher nur am Bärenstein im Erzgebirge gefunden werden. In Österreich fand sich Böhmit unter anderem bei Dreistetten in Niederösterreich, in den Bauxitvorkommen des Untersberg in Salzburg und bei Weißwasser im Reichraminger Hintergebirge in Oberösterreich. In der Schweiz trat das Mineral bisher nur in der Gemeinde Collombey-Muraz im Kanton Wallis auf.
Weitere Fundorte sind Australien, Brasilien, China, Dominikanische Republik, Frankreich, Ghana, Griechenland, Grönland, Guyana, Irak, Israel, Italien, Jamaika, Japan, Kambodscha, Kanada, Kolumbien, Madagaskar, Mexiko, Neuseeland, Nigeria, Norwegen, Russland, Schweden, Slowakei, Sudan, Tschechien, Türkei, Ungarn, die Vereinigten Staaten von Amerika (USA) und Vietnam.

## Verwendung
Als Bestandteil von Bauxit ist Böhmit ein wichtiger Rohstoff zur Gewinnung von Aluminium.
Durch vorsichtige Dehydratisierung (Entwässerung) von Böhmit kann chemisch Aluminiumoxid (Al2O3) erzeugt werden, welches vor allem zur Herstellung von Keramiken, als Feuerfestmaterial oder in modernen Panzerungen für Fahrzeuge benutzt wird.
Man verwendet „Böhmitschichten“ für den Korrosionsschutz. Sachgemäß erzeugte Schichten (durch kochendes entionisiertes Wasser oder Wasserdampf) sind farblos bis milchig, weitgehend porenfrei, geschmacksneutral und gesundheitlich völlig unbedenklich. Der pH-Bereich liegt zwischen 3,5 und 9. Böhmitschichten schützen gegen Angriffe von kochendem Leitungswasser, Fruchtsäuren, Milchsäuren und leicht aggressiven Nahrungs- und Genussmitteln.
Des Weiteren werden sie benutzt zum Schutz von Innenwänden von Behältern, Wärmetauschern und Leitungssystemen, da sie auch nach der Montage aufgebracht werden können.